# Bengalis
Os bengalis (em bengali:  বাঙ্গালী), ou bengalas, ou bengaleses, são um dos Grupo étnicos indo-arianos, nativos e culturalmente afiliados a Bengala na Ásia Meridional. A população nativa é dividida entre o país independente de Bangladexe, e os estados indianos de Bengala Ocidental, Tripurá e partes de Assão. A maioria deles fala bengali, uma língua da família indo-iraniana. Mais de dois terços dos bengalis são seguidores do Islão.
Eles são o terceiro maior grupo étnico do mundo, depois dos chineses han e árabes. Portanto, eles são o maior grupo étnico dentro dos indo-europeus. Como todos os principais grupos culturais da história, os bengalis influenciaram e contribuíram muito para vários campos, notadamente as artes, arquitetura, linguagem, folclore, literatura, política, ciência e tecnologia.

## Nome e origem
A palavra "bengali" é geralmente usada para se referir a alguém cujas origens linguísticas, culturais ou ancestrais são de Bengala. Seu etnônimo, "Bangali", junto com o nome nativo da língua e a região, "Bangla", são ambos derivados de Bangālah, que era como os persas chamavam a região. Antes da expansão muçulmana, não havia território unitário com o nome de Bengala, porque a região estava dividida em inúmeras divisões geopolíticas. Os mais proeminentes foram Bongo no sul, Rárh no oeste, Pundrobordhon e Boréndro no norte e Xomotot e Horikel no leste. Nos tempos antigos, o povo desta região se identificava de acordo com essas divisões.
A terra de Bongo é considerada pelos primeiros historiadores como originária de um homem que se estabeleceu na área, embora muitas vezes seja descartada como lenda. Eles sugeriram que a área foi colonizada pela primeira vez por Bang, um filho de Hind que era filho de Cam, que era filho de Noé. O historiador do século 16 Abu'l-Fazl ibn Mubarak menciona em seu livro Ain-i-Akbari que a adição do sufixo "-al" veio do fato de que os antigos rajás da terra levantaram montes de terra de 10 pés de altura e 20 pés ampla nas planícies ao sopé. Esses montes foram chamados de "al".
Em 1352, um nobre muçulmano chamado Xameçadim Elias Xá uniu a região em uma única entidade política conhecida como Sultanato de Bengala. Ele se proclamou como Xá-i-Bangālīyān, foi nesse período que a língua bengali também ganhou patrocínio estatal e corroborou o desenvolvimento literário. Assim, Elias Xá formalizou efetivamente a identidade sociolinguística dos habitantes da região como bengalis, por status, cultura e idioma.

## Histórico

### Pré-história e história antiga

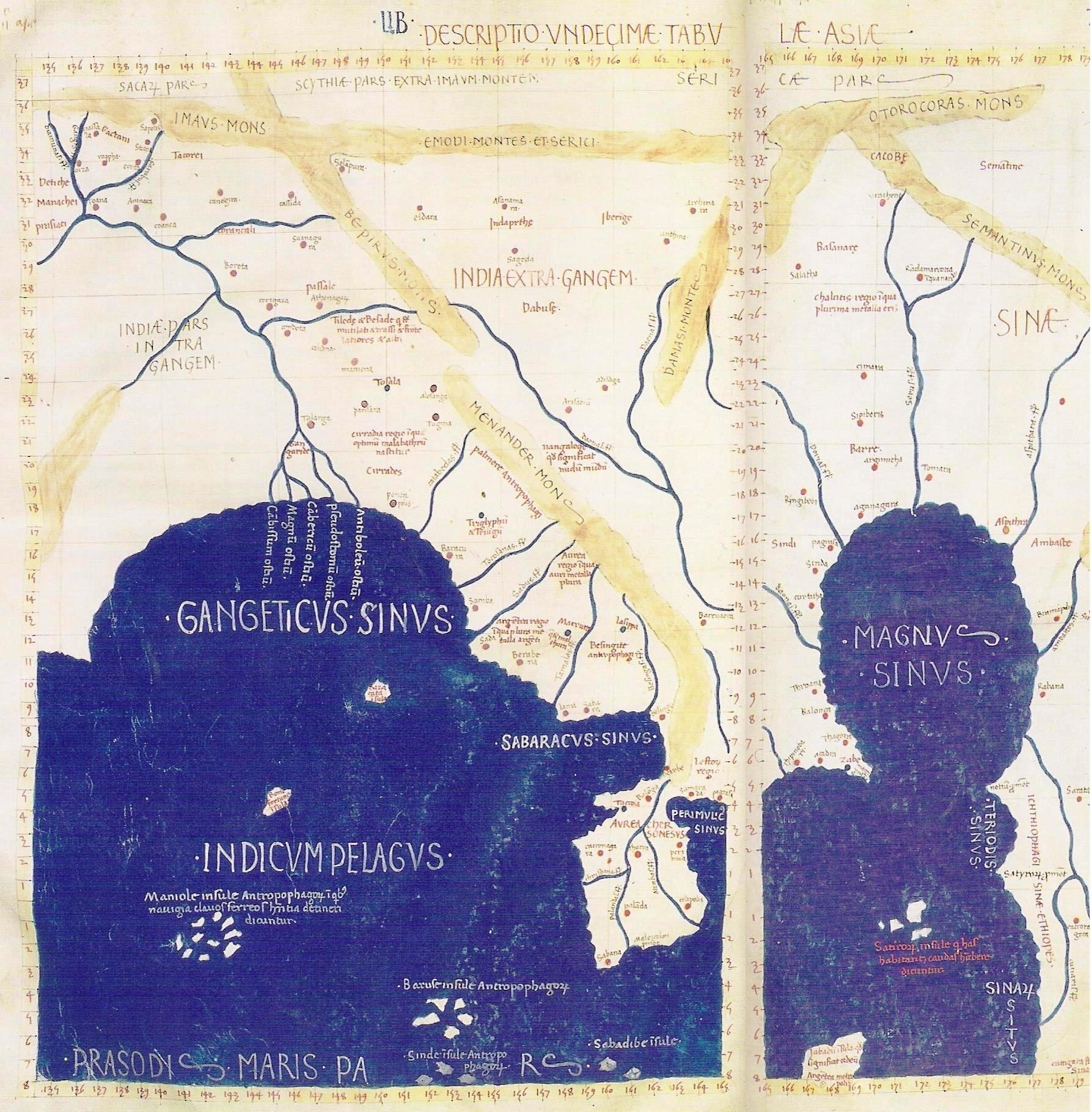
Representação de Gandáridas em um mapa do polímata Cláudio Ptolemeu.

Arqueólogos descobrem restos de uma civilização calcolítica de 4.000 anos na região de Bengala e acreditam que os achados sejam um dos primeiros sinais de assentamento na região. No entanto, evidências de habitação humana paleolítica muito anterior foram encontradas na forma de um instrumento de pedra e machado de mão nos distritos de Rangamati e Feni. Os artefatos sugerem que a civilização Wari-Botexor, que floresceu na atual Norxingdi, remonta a 2000 aC. Não muito longe dos rios, acreditava-se que a cidade portuária estava envolvida no comércio exterior com a Roma Antiga, o Sudeste Asiático e outras regiões. As pessoas dessa civilização vivia em casas de tijolos, andava por estradas largas, usavam moedas de prata e armas de ferro, entre muitas outras coisas. Acredita-se que seja a cidade mais antiga de Bengala e da parte oriental do subcontinente como um todo.
Uma das primeiras referências estrangeiras a Bengala é a menção de uma terra governada pelo rei Xandrames chamada Gandáridas pelos gregos por volta de 100 aC. Diodoro Sículo declarou que nenhum inimigo estrangeiro havia conquistado os Gandáridas, devido à sua forte força de elefantes. Ele também disse que Alexandre, o Grande, avançou para o Rio Ganges depois de subjugar os indianos, mas decidiu recuar quando ouviu falar dos 4.000 elefantes dos Gandáridas.

### Idade Média

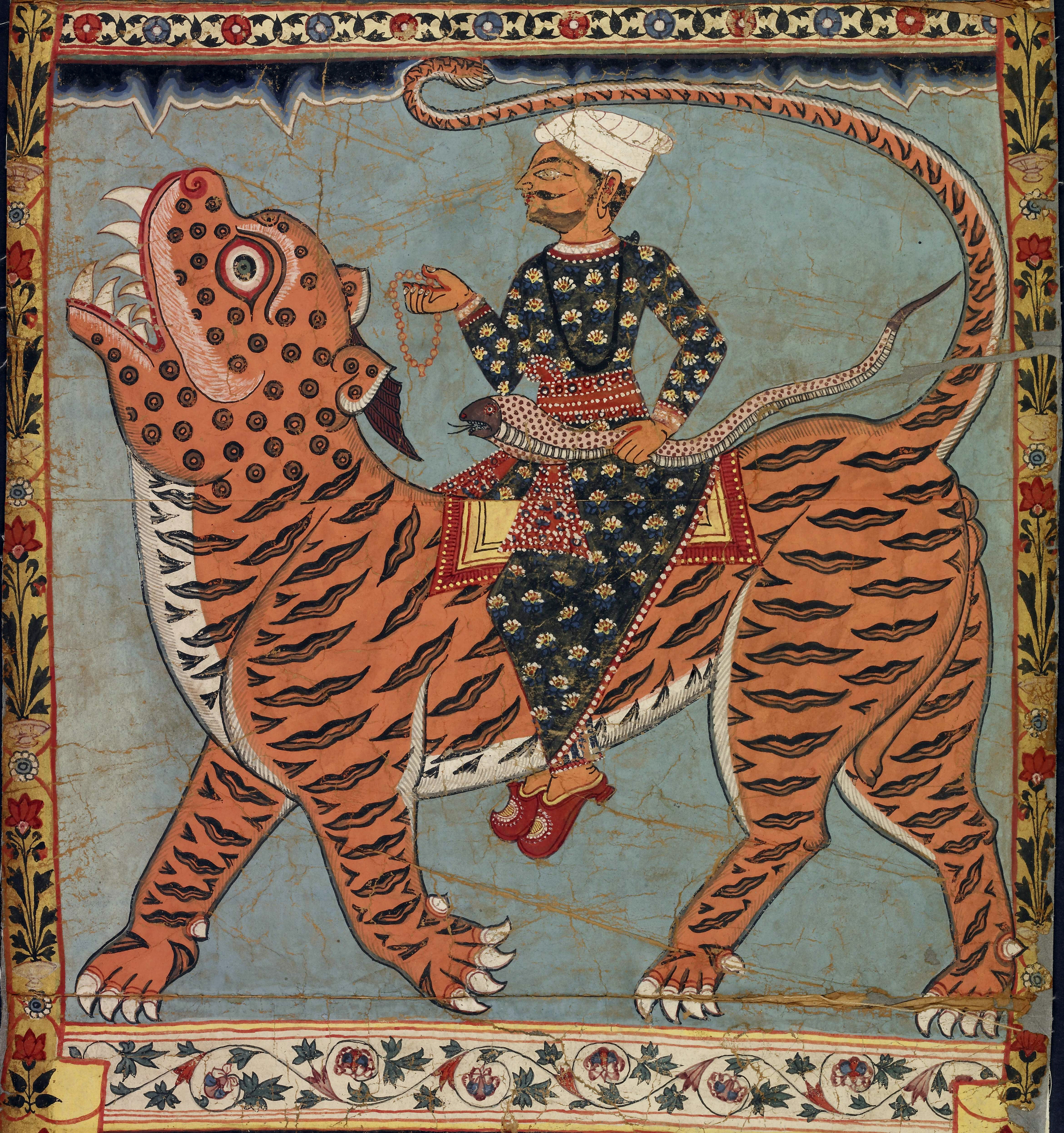
Acredita-se que Gazi Pir tenha vivido nos Sundarbans em algum momento entre os séculos 11 e 12.

De acordo com a Encyclopædia Britannica, os árabes, turcos e persas começaram a entrar em Bengala no século VIII. Eventualmente, todos esses grupos se fundiram para se tornar o povo agora conhecido como Bengalis. Durante este tempo, Bengala foi governada pelo nativo Império Pala, que costumava negociar com o Califado Abássida. O Islão surgiu como resultado desse aumento do comércio entre Bengala e os árabes do Oriente Médio. Almaçudi, um geógrafo árabe, visitou o Império Pala onde notou uma comunidade muçulmana de habitantes.
Além do comércio, o Islão foi introduzido com a migração de teólogos. No século 11, Surkhul Antia e seus alunos, principalmente Xá Sultan Rumi, se estabeleceram em Netrokona, onde influenciaram o governante local e a população a abraçar o Islão. O tolerante Império Pala foi posteriormente invadido pelos Senas, que eram hindus do Índia do Sul. Os Senas tiveram pouco apoio da população local e foram facilmente derrotados pelas forças de Bakhtiyar Khalji, um general turco muçulmano. Consequentemente, Bengala foi governada por dinastias muçulmanas pelos próximos séculos. Isso levou a um influxo ainda maior de muçulmanos. Pregadores como Sultan Balkhi e Xá Makhdum Rupox se estabeleceram na atual Divisão Rajxahi em Bengala do Norte. Uma comunidade de 13 famílias muçulmanas chefiadas por Burhanadim também existia em Sylhet, cidade do nordeste governada por hindus. Em 1303, centenas de pregadores sufis liderados por Xá Jalal ajudaram os governantes muçulmanos em Bengala a conquistar Silhet, tornando a cidade sede de Jalal para atividades religiosas. Após a conquista, Jalal espalhou seus seguidores por diferentes partes de Bengala para difundir o Islão, e ele se tornou um nome familiar entre os bengalis.

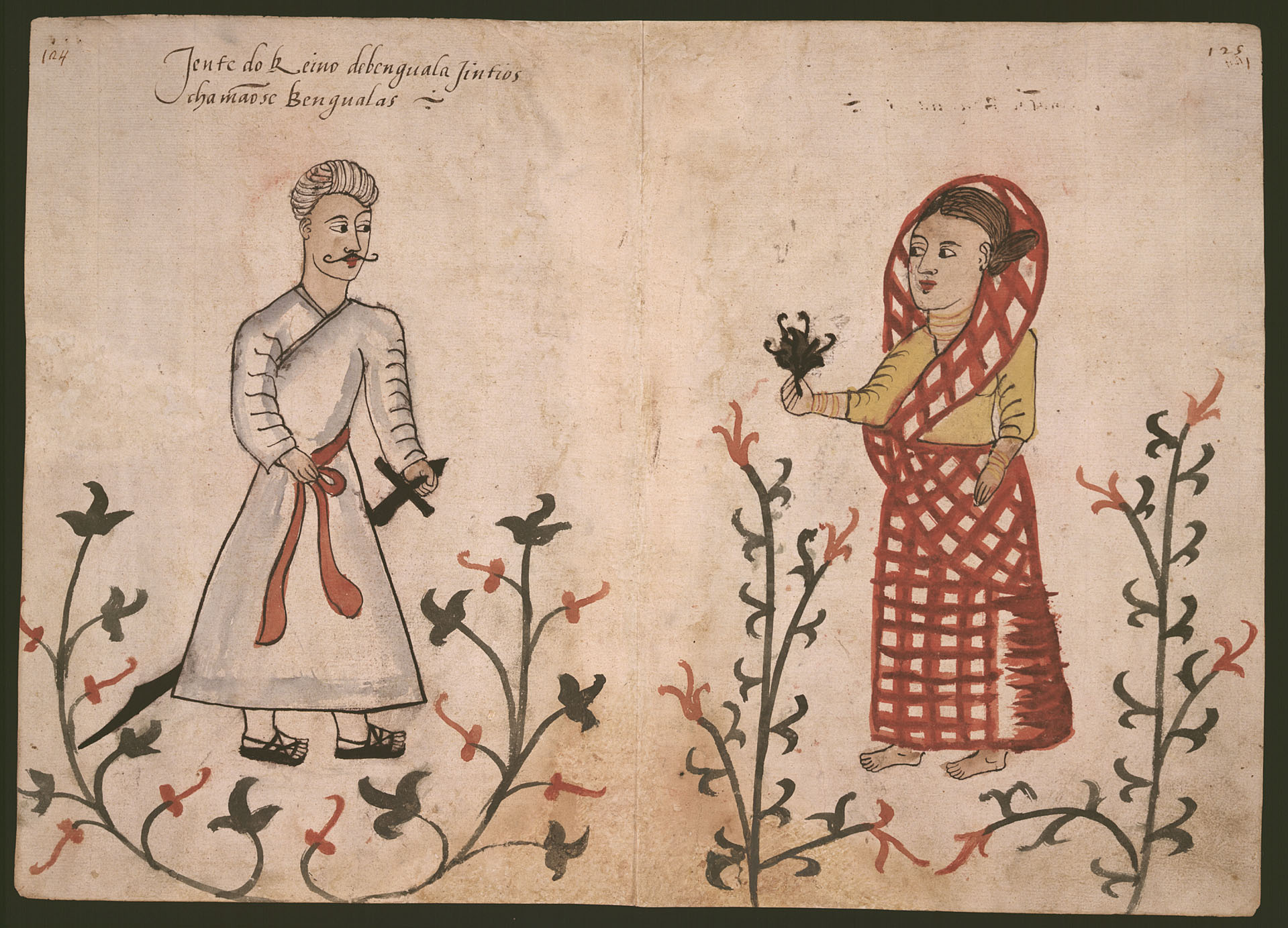
Uma pintura portuguesa de "Bengualas" do século XV.

O estabelecimento de um único Sultanato de Bengala unido em 1352 por Xameçadim Elias Xá finalmente deu origem a uma identidade sociolinguística "Bengali". Otomão Sirajadim, também conhecido como Akhi Siraj Bengali, era natural de Gaur na Bengala do Norte e tornou-se o erudito da corte do Sultanato durante o reinado de Elias Xá. A nação sunita também permitiu que a língua nativa ganhasse patrocínio e apoio, ao contrário dos impérios anteriores. Jalaladim Maomé Xá, um sultão muçulmano que nasceu hindu, financiou a construção de instituições islâmicas até Meca e Medina na Arábia.